# Potorous longipes
Espèce
Statut de conservation UICN

 VU B1ab(ii,iii,v)+2ab(ii,iii,v) : Vulnérable
Potorous longipes, communément appelé Potoroo à longs pieds, est une espèce de marsupiaux de la famille des Potoroidae et vivant dans des régions très limitées du sud-est de l'Australie. Il a été découvert en 1967 quand un animal adulte a été pris accidentellement dans un piège dans le sud-ouest de la forêt de Bonang, au Victoria. Il est considéré comme en danger.
C'est le plus grand des potorous et il ressemble beaucoup à Potorous tridactylus (Potorooo au long nez) mais dont il se distingue par ses pattes plus longues et sa queue plus grosse. C'est un animal solitaire et nocturne se nourrissant de champignons et autres végétaux ainsi que de petits invertébrés.
L'espèce est menacée depuis l'importation de chats sauvages et de renards ainsi que par l'abattage des arbres de son habitat (comme l'abattage accidentel de 400 m2 dans le parc national Errinundra, dans l'est du Gippsland en septembre 2005.)
Potorous longipes est uniquement connue dans trois zones disjointes dans les Nouvelle-Galles du Sud et de Victoria en Australie.